# نيكولاي فيدوروفيتش فيدوروف
نيكولاي فيدوروفيتش فيدوروف (لقبه باللغة الإنجليزية «فيدوروف»، 9 يونيو 1829 كليوتشي، مقاطعة إيلاتومسك، مقاطعة تامبوف -28 ديسمبر 1903)، المعروف في عائلته باسم نيكولاي بافلوفيتش غاغارين، فيلسوف روسي مسيحي أرثوذكسي، ومفكر ديني، وعالم مستقبليات، وشخصية في علم المكتبات، ومعلم مبتكر. بدأ حركة الكونية الروسية التي كانت مقدمة لما بعد الإنسانية.
نادى فيدوروف بتمديد العمر تمديدًا جذريًا، وبالخلود الجسدي، وحتى بعث الموتى باستخدام الأساليب العلمية. لُقب «سقراط موسكو». ذكره بكل احترام كل من ليو تولستوي، وفيودور دوستويفسكي، وفلاديمير سولوفيوف. حلم بإحياء الناس، ولم يود التصالح مع فكرة موت أي شخص. بمساعدة العلم، نوَى جمع الجزيئات والذرات المتناثرة «لوضعها في أجساد الآباء».
أعطى فيدوروف العلم مكانًا بجانب الفن والدين في المهمة المشتركة لتوحيد البشرية، بما في ذلك الموتى، الذين يجب لم شملهم في المستقبل مع الأحياء.

## فلسفة
كان فيدوروف من رواد المستقبل، وضع نظريات حول الكمال النهائي للجنس البشري والمجتمع (أي المدينة الفاضلة)، بما في ذلك الأفكار الراديكالية مثل الخلود، والبعث بعد الموت، واستعمار الفضاء والمحيط. لقد كان مدافعًا عنيدًا عن الكونية وأراد الخلود والقيامة الكونيين وليس الخاصين من خلال شيء أسماه المهمة المشتركة للإنسانية. دافع بقوة عن تبجيل الأسلاف ورأى أن العلاقات الاجتماعية وعلاقات النسب للناس تعكس أهميتها، وانتقد الفردية باعتبارها تجعل الناس قابلين للاستهلاك. ذاد بشدة عن الدين ورأى أن المهمة المشتركة هي التفسير الصحيح للمسيحية.

### المهمة المشتركة للبشرية
جادل فيدوروف بأن العملية التطورية كانت موجهة نحو زيادة الذكاء ودوره في تطور الحياة. الإنسانية تتويج للتطور، وكذلك خالقها ومسيرها. لذلك يجب على البشر توجيه التطور بما يمليه العقل والأخلاق. ناقش أيضًا بأن معدل الوفيات هو المؤشر الأكثر وضوحًا على الطبيعة غير الكاملة والمتناقضة للبشرية، والسبب الكامن وراء معظم الشر والعدمية. صرح فيدوروف أن الكفاح ضد الموت يمكن أن يصبح السبب الفطري الذي يوحد كل الناس على الأرض، بغض النظر عن جنسيتهم أو عرقهم أو مواطنيتهم أو ثروتهم (أطلق على هذا المهمة المشتركة).
اعتقد فيدوروف أن الموت وما بعده يجب أن يصبح موضوع بحث علمي شامل، وأن تحقيق الخلود والإحياء هو الهدف الأكبر للعلم، وأن هذه المعرفة يجب أن تغادر المختبرات وتصبح ملكًا مشتركًا للجميع: «يجب أن يتعلم الجميع وأن يكون كل شيء موضوع معرفة وعمل».

### الطاقة المتجددة والهندسة البيئية
فيدوروف من دعاة هندسة المناخ. وأشاد بتجربة عسكرية روسية عام 1891 في الاستمطار باستخدام المتفجرات ردًا على المجاعة الروسية 1891-1892. حاجج فيدوروف بأن هذا يمكن أن يغير البشرية، إذ يمكن توجيه الجيوش نحو مهمة مشتركة بدلًا من العنف. ووصف الاستمطار بأنه مماثل لري أنهار السماء، وأن إعادة التوجيه هذه هي الطريقة المسيحية الصحيحة، وكل ادعاء أن الاستمطار يتعارض مع إرادة الله هو محض حماقة.
جادل فيدوروف بأن اعتماد الطاقة المتجددة كان التزامًا أخلاقيًا، من أجل منع استغلال العمال في التعدين. خص بالذكر تعدين الحديد والفحم، وأخذ الطاقة من الطاقة الشمسية وطاقة الرياح. قال فيدوروف إن الإنسان لا يعيش في وئام مع الطبيعة ولكن هذا هو الوهم الحضري الشائع الناجم عن عدم الاتصال بالطبيعة.

### سببان للموت
أكد فيدوروف أن الحياة البشرية تُفنى لسببين. الأول داخلي: بسبب التنظيم المادي للإنسان، فإن وظيفته أو وظيفتها غير قادرة على التجديد الذاتي اللانهائي. للتغلب على هذا، هناك حاجة إلى التنظيم النفسي الفزيولوجي للكائنات البشرية. السبب الثاني هو الطبيعة غير المتوقعة للبيئة الخارجية، ويجب التغلب على طابعها المدمر بتنظيمها. وفقًا لفيدوروف، يشمل تنظيم الطبيعة، «إدخال الإرادة والعقل إلى الطبيعة»، الوقاية من الكوارث الطبيعية، والتحكم في مناخ الأرض، ومكافحة الفيروسات والأوبئة، والسيطرة على الطاقة الشمسية، واستكشاف الفضاء، والعمل الإبداعي غير المحدود.

### الخلود للجميع
بحسب فيدوروف، تحقيق الخلود والبعث بعد الموت لجميع الأشخاص الذين عاشوا أبدًا هدفان لا ينفصلان. الخلود مستحيل، أخلاقيًا وجسديًا، دون بعث بعد الموت. لا يمكننا السماح لأسلافنا، الذين منحونا الحياة والثقافة، بالبقاء مدفونين، أو السماح بموت أقاربنا وأصدقائنا. تحقيق الخلود للأفراد الأحياء اليوم والأجيال القادمة ليس سوى انتصار جزئي على الموت -المرحلة الأولى فقط. لن يتحقق النصر الكامل إلا عندما يُبعث الجميع وينتقلون للتمتع بالحياة الخالدة.

### تبجيل الأسلاف
دافع عن تبجيل الموتى ورأى أنه أساس الدين الحق، وربطه بالله الذي يشير إلى نفسه على أنه إله الآباء. لقد رأى أن الأصل المشترك، والعلاقات الشخصية المشتركة، وعلاقات الأنساب أمرًا مشتركًا بين الناس تخدم أساسًا مشاركتهم الاجتماعية، وبالمثل رأى أن القوى الخارجية تتلاعب بسهولة بمن يعتبرون أنفسهم أفرادًا مستقلين. ربط هذا بالمفهوم المسيحي لابن الإنسان ورأى أن المشروع المشترك للإنسانية يحول الجميع إلى رجال عظماء.
انتقد التقدمية باعتبارها وجهة نظر نرجسية من قبل الأجيال الشابة ضد أسلافهم.
انتقد الاشتراكية على أساس أنها تستند إلى الفوائد المادية لترابط الأفراد القابل للاستبدال على عكس نظامه في البعث بعد الموت فجميع الأشخاص لا يمكن الاستغناء عنهم على أساس روابطهم العائلية.
مع توسيع هذا التركيز على السلف، رأى فيدوروف مشكلة كبيرة مع تراجع المقابر المرتبطة بالكنائس لصالح المقابر المستقلة ودعا إلى إنشاء المقابر في الجامعات. ربط بعض المعلقين هذا بحفظ الخلايا الحية بالتبريد على الرغم من أنه سبق الحركة.

### استعادة الحياة وجعلها لانهائية
حاول فيدوروف التخطيط لإجراءات محددة للبحث العلمي حول إمكانية استعادة الحياة وجعلها لانهائية. تضمن مشروعه الأول جمع وتركيب بقايا الموتى المتعفنة بناءً على «المعرفة والتحكم في جميع ذرات وجزيئات العالم». ترتبط فكرة فيدوروف هذه بالممارسة الحديثة للاستنساخ. الطريقة الثانية التي وصفها فيدوروف وراثية. يمكن أن يحدث الإحياء تباعًا في سلالة الأجداد: الأبناء والبنات يعيدون آباءهم وأمهاتهم، وهؤلاء يعيدون بدورهم والديهم وهكذا دواليك. هذا يعني استعادة الأجداد باستخدام المعلومات الوراثية التي نقلوها إلى أطفالهم. باستخدام هذه الطريقة الجينية، من الممكن فقط إنشاء توأم وراثي للشخص الميت (مشكلة الهوية في الاستنساخ). من الضروري إعادة العقل القديم والشخصية للشخص الذي أعيد إحياؤه. يتكهن فيدوروف بفكرة «الصور الشعاعية» التي قد تحتوي على شخصيات الناس وتعيش بعد الموت. ومع ذلك، أشار فيدوروف إلى أنه حتى لو دُمرت الروح بعد الموت، فإن البشرية ستتعلم استعادتها بالكامل من خلال السيطرة على قوى الانحلال والتجزئة.

### تحول الأشكال المادية الماضية
إن إحياء الأشخاص الذين عاشوا في الماضي ليس إعادة إحياء لشكلهم المادي الماضي -لقد كان ناقصًا وطفيليًا ومتمحورًا حول الوجود الفاني. كانت فكرة فيدوروف هي تحويلها إلى شكل ذاتي الخلق، يتحكم فيه العقل، وقادر على التجديد اللانهائي، وخالد. أولئك الذين لم يموتوا يمرون بنفس التحول. يتعين على البشر أن يصبحوا مبدعين ومنظمين لكائناتهم (جسدنا عملنا). في الماضي، حدث تطور الحضارة من خلال زيادة القوة البشرية باستخدام الأدوات والآلات الخارجية -ظل جسم الإنسان غير كامل.

### ما بعد الإنسانية
ذكر فيدوروف أن الناس بحاجة إلى التوفيق بين الفرق بين قوة التكنولوجيا وضعف الشكل المادي البشري. تأخر الانتقال من التطور التقني البحت، وهي حضارة «الأطراف الصناعية»، إلى التقدم العضوي، عندما لا تقتصر الأدوات الخارجية على الأدوات الاصطناعية، ولكن الكائنات الحية تحسن نفسها، على سبيل المثال، يمكن للشخص أن يطير ويرى بعيدًا وعميقًا، ويسافر عبر الفضاء، ويعيش في أي بيئة. يجب أن يصبح الناس قادرين على «التحلل العضوي» وهو ما تقدر الطبيعة على تحقيقه دون غيرها. ناقش فيدوروف سيادة العقل، «العطاء، تطوير الأعضاء لنفسها» وتوقع فكرة فلاديمير فرنادسكي عن البشر ذاتيي التغذية. يجادل بأن الشخص يجب أن يصبح مخلوقًا ذاتي التغذية، ويكتسب طريقة جديدة لتبادل الطاقة مع البيئة التي لن تنتهي.
قال فيدوروف مرارًا وتكرارًا إن الدراسات العلمية العامة فقط للشيخوخة والموت ودراسات ما بعد الوفاة يمكن أن توفر الوسائل للتغلب على الموت وتعزيز الحياة الصحية إلى أجل غير مسمى.